# 마에다 히데키
마에다 히데키(일본어: 前田 秀樹, 1954년 5월 13일 ~ )는 일본의 전 축구 선수이다.

## 국가대표팀 경력
그는 1975년 메르데카 국제축구대회에 참가할 일본 국가대표팀에 발탁되었으며, 8월 4일 방글라데시와의 경기에서 데뷔했다. 1978년 아시안 게임에도 출전했다. 그는 1984년까지 국제 A매치 통산 65경기에 출전, 11득점을 넣었다.

## 통계
| 일본 | 일본 | 일본 |
| 연도 | 출전 | 득점 |
| ---- | ---- | ---- |
| 1975 | 5    | 1    |
| 1976 | 6    | 1    |
| 1977 | 3    | 0    |
| 1978 | 7    | 1    |
| 1979 | 9    | 3    |
| 1980 | 11   | 3    |
| 1981 | 11   | 0    |
| 1982 | 3    | 0    |
| 1983 | 7    | 2    |
| 1984 | 3    | 0    |
| 통산 | 65   | 11   |